# Liste de sondages sur les élections fédérales allemandes de 2017
Cette page dresse la liste des sondages d'opinions relatifs aux élections fédérales allemandes de 2017.

## Sondages

### Sondages effectués en 2017
| Sondeur                                | Date                      | Échantillon | CDU/CSU | SPD    | Die Linke | Verts | FDP    | AfD    | Autres |
| -------------------------------------- | ------------------------- | ----------- | ------- | ------ | --------- | ----- | ------ | ------ | ------ |
| Sondeur                                | Date                      | Échantillon |         |        |           |       |        |        | Autres |
|                                        |                           |             |         |        |           |       |        |        |        |
| Élections fédérales allemandes de 2017 | 24 septembre 2017         | N/A         | 32,9 %  | 20,5 % | 9,2 %     | 8,9 % | 10,8 % | 12,6 % | 5,2 %  |
|                                        |                           |             |         |        |           |       |        |        |        |
| INSA                                   | 21 au 22 septembre        | 2 000       | 34 %    | 21 %   | 11 %      | 8 %   | 9 %    | 13 %   | 4 %    |
| Forschungsgruppe Wahlen                | 20 au 21 septembre        | 1 725       | 36 %    | 21,5 % | 8,5 %     | 8 %   | 10 %   | 11 %   | 5 %    |
| Forsa                                  | 18 au 21 septembre        | 2 006       | 36 %    | 22 %   | 9,5 %     | 7 %   | 9,5 %  | 11 %   | 5 %    |
| Emnid                                  | 14 au 21 septembre        | 1 994       | 35 %    | 22 %   | 10 %      | 8 %   | 9 %    | 11 %   | 5 %    |
| GMS                                    | 14 au 20 septembre        | 1 004       | 37 %    | 22 %   | 9 %       | 8 %   | 9 %    | 10 %   | 5 %    |
| YouGov                                 | 15 au 19 septembre        | 1 862       | 36 %    | 23 %   | 10 %      | 7 %   | 9 %    | 10 %   | 5 %    |
| INSA                                   | 15 au 18 septembre        | 2 042       | 36 %    | 22 %   | 11 %      | 7 %   | 9 %    | 11 %   | 4 %    |
| Forsa                                  | 11 au 15 septembre        | 2 501       | 36 %    | 23 %   | 10 %      | 8 %   | 9 %    | 9 %    | 5 %    |
| Forschungsgruppe Wahlen                | 12 au 14 septembre        | 1 383       | 36 %    | 23 %   | 9 %       | 8 %   | 10 %   | 10 %   | 4 %    |
| Allensbach                             | 6 au 14 septembre         | 1 083       | 36,5 %  | 22 %   | 9 %       | 8 %   | 11 %   | 10 %   | 3,5 %  |
| Infratest dimap                        | 12 au 13 septembre        | 1 503       | 37 %    | 20 %   | 9 %       | 7,5 % | 9,5 %  | 12 %   | 5 %    |
| Emnid                                  | 7 au 13 septembre         | 1 888       | 36 %    | 22 %   | 10 %      | 8 %   | 9 %    | 11 %   | 4 %    |
| Trend Research                         | 10 au 12 septembre        | 1 042       | 36 %    | 22 %   | 10 %      | 7 %   | 9 %    | 11 %   | 4 %    |
| YouGov                                 | 8 au 12 septembre         | 1 600       | 36 %    | 23 %   | 10 %      | 8 %   | 9 %    | 10 %   | 4 %    |
| INSA                                   | 8 au 11 septembre         | 2 054       | 36,5 %  | 23,5 % | 10,5 %    | 6 %   | 9 %    | 11 %   | 3,5 %  |
| Forsa                                  | 4 au 8 septembre          | 2 505       | 37 %    | 23 %   | 10 %      | 8 %   | 8 %    | 9 %    | 5 %    |
| Forschungsgruppe Wahlen                | 5 au 7 septembre          | 1 378       | 38 %    | 22 %   | 9 %       | 8 %   | 9 %    | 9 %    | 5 %    |
| Forsa                                  | 4 au 7 septembre          | 2 001       | 37 %    | 23 %   | 10 %      | 8 %   | 9 %    | 9 %    | 4 %    |
| YouGov                                 | 4 au 6 septembre          | 1 617       | 34 %    | 24 %   | 9 %       | 7 %   | 9 %    | 11 %   | 6 %    |
| Trend Research                         | 3 au 6 septembre          | 1 045       | 37 %    | 24 %   | 10 %      | 7 %   | 8 %    | 10 %   | 5 %    |
| Emnid                                  | 31 août au 6 septembre    | 1 869       | 37 %    | 24 %   | 9 %       | 8 %   | 8 %    | 9 %    | 5 %    |
| GMS                                    | 31 août au 6 septembre    | 1 012       | 38 %    | 22 %   | 9 %       | 9 %   | 10 %   | 8 %    | 4 %    |
| INSA                                   | 1 au 4 septembre          | 2 048       | 36,5 %  | 23,5 % | 10 %      | 6,5 % | 8,5 %  | 10,5 % | 4,5 %  |
| Forsa                                  | 28 août au 1er septembre  | 2 503       | 38 %    | 23 %   | 9 %       | 8 %   | 8 %    | 9 %    | 5 %    |
| Forschungsgruppe Wahlen                | 29 au 31 août             | 1 309       | 39 %    | 22 %   | 9 %       | 8 %   | 10 %   | 8 %    | 4 %    |
| Allensbach                             | 22 au 31 août             | 1 043       | 38,5 %  | 24 %   | 8 %       | 7,5 % | 10 %   | 8 %    | 4 %    |
| Infratest dimap                        | 28 au 30 août             | 1 411       | 37 %    | 23 %   | 9 %       | 8 %   | 8 %    | 11 %   | 4 %    |
| Emnid                                  | 24 au 30 août             | 1 889       | 38 %    | 24 %   | 9 %       | 8 %   | 8 %    | 8 %    | 5 %    |
| YouGov                                 | 25 au 29 août             | 1 557       | 36 %    | 25 %   | 10 %      | 7 %   | 7 %    | 10 %   | 5 %    |
| INSA                                   | 25 au 28 août             | 2 034       | 37 %    | 24 %   | 10 %      | 6,5 % | 8 %    | 10 %   | 4,5 %  |
| Trend Research                         | 24 au 28 août             | 1 049       | 38 %    | 23 %   | 9 %       | 6 %   | 9 %    | 10 %   | 5 %    |
| Forsa                                  | 21 au 25 août             | 2 501       | 38 %    | 24 %   | 9 %       | 7 %   | 8 %    | 9 %    | 5 %    |
| Forschungsgruppe Wahlen                | 22 au 24 août             | 1 283       | 39 %    | 22 %   | 9 %       | 8 %   | 9 %    | 9 %    | 4 %    |
| Infratest dimap                        | 22 au 23 août             | 1 035       | 38 %    | 22 %   | 9 %       | 8 %   | 9 %    | 10 %   | 4 %    |
| Emnid                                  | 17 au 23 août             | 1 979       | 38 %    | 23 %   | 9 %       | 7 %   | 9 %    | 8 %    | 6 %    |
| YouGov                                 | 18 au 22 août             | 1 520       | 37 %    | 25 %   | 9 %       | 7 %   | 8 %    | 9 %    | 5 %    |
| Forsa                                  | 14 au 18 août             | 2 501       | 38 %    | 24 %   | 9 %       | 7 %   | 8 %    | 9 %    | 5 %    |
| Allensbach                             | 4 au 17 août              | 1 421       | 39,5 %  | 24 %   | 8 %       | 7,5 % | 10 %   | 7 %    | 4 %    |
| INSA                                   | 18 au 21 août             | 2 036       | 38 %    | 24 %   | 9 %       | 7 %   | 9 %    | 10 %   | 3 %    |
| Emnid                                  | 10 au 16 août             | 1 426       | 39 %    | 24 %   | 9 %       | 8 %   | 8 %    | 7 %    | 5 %    |
| YouGov                                 | 11 au 15 août             | 1 538       | 37 %    | 25 %   | 9 %       | 7 %   | 9 %    | 9 %    | 4 %    |
| GMS                                    | 8 au 15 août              | 1 007       | 40 %    | 22 %   | 8 %       | 8 %   | 9 %    | 7 %    | 6 %    |
| INSA                                   | 11 au 14 août             | 2 025       | 37 %    | 25 %   | 9 %       | 7 %   | 9 %    | 10 %   | 3 %    |
| Forsa                                  | 7 au 11 août              | 2 507       | 39 %    | 23 %   | 9 %       | 8 %   | 8 %    | 8 %    | 5 %    |
| Forschungsgruppe Wahlen                | 8 au 10 août              | 1 277       | 40 %    | 24 %   | 8 %       | 8 %   | 8 %    | 8 %    | 4 %    |
| Emnid                                  | 3 au 9 août               | 1 886       | 38 %    | 24 %   | 10 %      | 7 %   | 8 %    | 8 %    | 5 %    |
| YouGov                                 | 4 au 8 août               | 1 513       | 38 %    | 24 %   | 9 %       | 6 %   | 9 %    | 9 %    | 5 %    |
| Infratest dimap                        | 4 au 8 août               | 1 505       | 39 %    | 24 %   | 9 %       | 8 %   | 8 %    | 8 %    | 4 %    |
| INSA                                   | 4 au 7 août               | 2 046       | 37 %    | 25 %   | 10,5 %    | 6,5 % | 9 %    | 9 %    | 3 %    |
| Forsa                                  | 31 juillet au 4 août      | 2 503       | 40 %    | 23 %   | 8 %       | 8 %   | 7 %    | 8 %    | 6 %    |
| Emnid                                  | 27 juillet au 2 août      | 2 453       | 38 %    | 23 %   | 10 %      | 8 %   | 8 %    | 8 %    | 5 %    |
| YouGov                                 | 28 juillet au 1er août    | 2 000       | 37 %    | 25 %   | 9 %       | 7 %   | 9 %    | 8 %    | 5 %    |
| INSA                                   | 28 au 31 juillet          | 2 046       | 37 %    | 24,5 % | 10 %      | 7 %   | 9 %    | 9,5 %  | 3 %    |
| Forsa                                  | 24 au 28 juillet          | 2 501       | 40 %    | 22 %   | 8 %       | 8 %   | 8 %    | 8 %    | 6 %    |
| Infratest dimap                        | 25 au 26 juillet          | 1 004       | 40 %    | 23 %   | 8 %       | 8 %   | 8 %    | 9 %    | 4 %    |
| Emnid                                  | 20 au 26 juillet          | 1 921       | 38 %    | 24 %   | 9 %       | 8 %   | 8 %    | 9 %    | 4 %    |
| YouGov                                 | 21 au 25 juillet          | 2 000       | 38 %    | 25 %   | 9 %       | 7 %   | 9 %    | 8 %    | 4 %    |
| INSA                                   | 21 au 24 juillet          | 2 009       | 37,5 %  | 25 %   | 10,5 %    | 6,5 % | 8,5 %  | 9 %    | 3 %    |
| Forsa                                  | 17 au 21 juillet          | 2 507       | 40 %    | 22 %   | 9 %       | 8 %   | 8 %    | 7 %    | 6 %    |
| Forschungsgruppe Wahlen                | 18 au 19 juillet          | 1 277       | 40 %    | 24 %   | 8 %       | 8 %   | 8 %    | 8 %    | 4 %    |
| Emnid                                  | 13 au 19 juillet          | 2 349       | 38 %    | 25 %   | 9 %       | 8 %   | 8 %    | 8 %    | 4 %    |
| INSA                                   | 14 au 17 juillet          | 2 026       | 36 %    | 25 %   | 9,5 %     | 6,5 % | 8,5 %  | 10 %   | 4,5 %  |
| Forsa                                  | 10 au 14 juillet          | 2 502       | 40 %    | 22 %   | 9 %       | 8 %   | 8 %    | 7 %    | 6 %    |
| YouGov                                 | 10 au 12 juillet          | 1 535       | 38 %    | 24 %   | 9 %       | 8 %   | 9 %    | 8 %    | 4 %    |
| Emnid                                  | 6 au 12 juillet           | 1 263       | 38 %    | 25 %   | 9 %       | 8 %   | 7 %    | 8 %    | 5 %    |
| Allensbach                             | 1 au 12 juillet           | 1 403       | 39,5 %  | 25 %   | 9 %       | 7 %   | 9 %    | 7 %    | 3,5 %  |
| Ipsos                                  | 7 au 11 juillet           | 1 047       | 39 %    | 26 %   | 8 %       | 7 %   | 8 %    | 8 %    | 4 %    |
| INSA                                   | 7 au 10 juillet           | 2 009       | 36 %    | 25 %   | 9,5 %     | 6,5 % | 9 %    | 9,5 %  | 4,5 %  |
| Forsa                                  | 3 au 7 juillet            | 2 501       | 39 %    | 22 %   | 9 %       | 8 %   | 8 %    | 8 %    | 6 %    |
| Forschungsgruppe Wahlen                | 4 au 6 juillet            | 1 321       | 40 %    | 24 %   | 9 %       | 8 %   | 8 %    | 7 %    | 4 %    |
| Infratest dimap                        | 3 au 5 juillet            | 1 500       | 39 %    | 23 %   | 9 %       | 8 %   | 9 %    | 9 %    | 3 %    |
| Emnid                                  | 30 juin au 5 juillet      | 1 878       | 38 %    | 25 %   | 9 %       | 8 %   | 8 %    | 7 %    | 5 %    |
| GMS                                    | 29 juin au 5 juillet      | 1 009       | 39 %    | 23 %   | 8 %       | 9 %   | 9 %    | 7 %    | 5 %    |
| INSA                                   | 30 juin au 1er juillet    | 2 044       | 36,5 %  | 25 %   | 10,5 %    | 6,5 % | 9 %    | 9 %    | 3,5 %  |
| Forsa                                  | 26 au 30 juin             | 2 503       | 39 %    | 23 %   | 9 %       | 8 %   | 8 %    | 7 %    | 6 %    |
| Forsa                                  | 26 au 28 juin             | 1 507       | 40 %    | 23 %   | 9 %       | 9 %   | 8 %    | 7 %    | 4 %    |
| YouGov                                 | 26 au 28 juin             | 2 000       | 38 %    | 25 %   | 9 %       | 8 %   | 8 %    | 8 %    | 4 %    |
| Ipsos                                  | 23 au 26 juin             | 1 052       | 39 %    | 25 %   | 8 %       | 7 %   | 8 %    | 9 %    | 4 %    |
| INSA                                   | 23 au 26 juin             | 2 056       | 37 %    | 26 %   | 10 %      | 6,5 % | 9 %    | 8,5 %  | 3 %    |
| Emnid                                  | 22 au 24 juin             | 936         | 39 %    | 24 %   | 9 %       | 8 %   | 8 %    | 7 %    | 5 %    |
| Forsa                                  | 19 au 23 juin             | 2 502       | 40 %    | 23 %   | 9 %       | 9 %   | 7 %    | 7 %    | 5 %    |
| Forschungsgruppe Wahlen                | 20 au 22 juin             | 1 261       | 39 %    | 25 %   | 9 %       | 8 %   | 8 %    | 7 %    | 4 %    |
| YouGov                                 | 19 au 22 juin             | 1 523       | 36 %    | 25 %   | 10 %      | 8 %   | 9 %    | 7 %    | 5 %    |
| Emnid                                  | 16 au 21 juin             | 1 363       | 39 %    | 24 %   | 9 %       | 8 %   | 7 %    | 8 %    | 5 %    |
| INSA                                   | 16 au 19 juin             | 2 037       | 36,5 %  | 25 %   | 11 %      | 6,5 % | 9 %    | 9 %    | 3 %    |
| Civey                                  | 6 au 13 juin              | 10 076      | 36,5 %  | 24,4 % | 9,3 %     | 7,7 % | 8,7 %  | 8,5 %  | 4,9 %  |
| Infratest dimap                        | 6 au 7 juin               | 1 503       | 38 %    | 24 %   | 8 %       | 7 %   | 10 %   | 9 %    | 4 %    |
| INSA                                   | 2 au 6 juin               | 2 037       | 38 %    | 23 %   | 11 %      | 7 %   | 9 %    | 8 %    | 4 %    |
| Forsa                                  | 29 mai au 2 juin          | 2 501       | 39 %    | 24 %   | 8 %       | 8 %   | 8 %    | 7 %    | 6 %    |
| Forschungsgruppe Wahlen                | 30 mai au 1er juin        | 1 301       | 39 %    | 25 %   | 9 %       | 7 %   | 8 %    | 8 %    | 4 %    |
| YouGov                                 | 29 au 31 mai              | 2 040       | 37 %    | 23 %   | 10 %      | 8 %   | 9 %    | 9 %    | 4 %    |
| GMS                                    | 26 au 31 mai              | 1 016       | 39 %    | 23 %   | 8 %       | 8 %   | 10 %   | 8 %    | 4 %    |
| Emnid                                  | 24 au 31 mai              | 1 838       | 38 %    | 27 %   | 8 %       | 7 %   | 7 %    | 8 %    | 5 %    |
| Ipsos                                  | 26 au 29 mai              | 1 093       | 38 %    | 28 %   | 8 %       | 7 %   | 7 %    | 8 %    | 4 %    |
| INSA                                   | 26 au 29 mai              | 2 053       | 35,5 %  | 26 %   | 10 %      | 6 %   | 10 %   | 9 %    | 3,5 %  |
| Emnid                                  | 18 au 23 mai              | 1 703       | 38 %    | 25 %   | 8 %       | 8 %   | 8 %    | 8 %    | 5 %    |
| INSA                                   | 19 au 22 mai              | 2 042       | 36,5 %  | 26 %   | 10 %      | 6 %   | 9,5 %  | 8 %    | 4%     |
| Forsa                                  | 15 au 19 mai              | 2 502       | 39 %    | 25 %   | 8 %       | 7 %   | 9 %    | 7 %    | 5 %    |
| Allensbach                             | 5 au 19 avril             | 1 457       | 37 %    | 26 %   | 8 %       | 9 %   | 8 %    | 8 %    | 4 %    |
| Forschungsgruppe Wahlen                | 16 au 18 mai              | 1 344       | 38 %    | 27 %   | 9 %       | 7 %   | 8 %    | 7 %    | 4 %    |
| Infratest dimap                        | 16 au 17 mai              | 1 017       | 38 %    | 26 %   | 6 %       | 8 %   | 9 %    | 9 %    | 4 %    |
| YouGov                                 | 15 au 17 mai              | 2 000       | 38 %    | 25 %   | 9 %       | 7 %   | 9 %    | 9 %    | 3 %    |
| INSA                                   | 12 au 15 mai              | 2 037       | 36 %    | 27 %   | 9 %       | 6 %   | 8 %    | 10 %   | 4 %    |
| Ipsos                                  | 12 au 14 mai              | 1 049       | 37 %    | 29 %   | 8 %       | 7 %   | 6 %    | 8 %    | 5 %    |
| Forsa                                  | 8 au 12 mai               | 2 506       | 38 %    | 26 %   | 8 %       | 7 %   | 8 %    | 7 %    | 6 %    |
| YouGov                                 | 8 au 11 mai               | 2 010       | 37 %    | 25 %   | 8 %       | 7 %   | 9 %    | 9 %    | 5 %    |
| Infratest dimap                        | 8 au 10 mai               | 1 500       | 37 %    | 27 %   | 7 %       | 8 %   | 8 %    | 10 %   | 3 %    |
| INSA                                   | 5 au 8 mai                | 2 067       | 35 %    | 27 %   | 10 %      | 7 %   | 7 %    | 10 %   | 4 %    |
| Forsa                                  | 2 au 5 mai                | 2 004       | 36 %    | 29 %   | 7 %       | 7 %   | 8 %    | 7 %    | 6 %    |
| GMS                                    | 30 avril au 3 mai         | 1 004       | 36 %    | 29 %   | 8 %       | 7 %   | 7 %    | 9 %    | 4 %    |
| Emnid                                  | 27 avril au 3 mai         | 1 935       | 36 %    | 28 %   | 9 %       | 7 %   | 6 %    | 9 %    | 5 %    |
| Ipsos                                  | 28 avril au 2 mai         | 1 059       | 36 %    | 30 %   | 8 %       | 7 %   | 5 %    | 9 %    | 5 %    |
| INSA                                   | 28 avril au 2 mai         | 2 035       | 34 %    | 28,5 % | 10,5 %    | 6,5 % | 7 %    | 9 %    | 4,5 %  |
| YouGov                                 | 27 avril au 2 mai         | 1 957       | 35 %    | 28 %   | 9 %       | 7 %   | 7 %    | 9 %    | 5 %    |
| Forsa                                  | 24 au 28 avril            | 2 502       | 36 %    | 28 %   | 8 %       | 8 %   | 7 %    | 8 %    | 5 %    |
| Forschungsgruppe Wahlen                | 25 au 27 avril            | 1 328       | 37 %    | 29 %   | 9 %       | 8 %   | 6 %    | 8 %    | 3 %    |
| Emnid                                  | 20 au 26 avril            | 2 439       | 36 %    | 29 %   | 9 %       | 7 %   | 6 %    | 9 %    | 4 %    |
| INSA                                   | 21 au 24 avril            | 2 041       | 34 %    | 30 %   | 9,5 %     | 6,5 % | 6,5 %  | 10 %   | 3,5 %  |
| Forsa                                  | 18 au 21 avril            | 2 002       | 36 %    | 30 %   | 8 %       | 7 %   | 6 %    | 9 %    | 4 %    |
| Infratest dimap                        | 18 au 19 avril            | 934         | 35 %    | 30 %   | 8 %       | 7 %   | 6 %    | 10 %   | 4 %    |
| Emnid                                  | 13 au 19 avril            | 1 412       | 36 %    | 31 %   | 9 %       | 6 %   | 5 %    | 9 %    | 4 %    |
| INSA                                   | 14 au 18 avril            | 2 038       | 34 %    | 30,5 % | 9 %       | 6 %   | 6,5 %  | 10 %   | 4 %    |
| Ipsos                                  | 13 au 18 avril            | 1 056       | 35 %    | 30 %   | 8 %       | 7 %   | 5 %    | 10 %   | 5 %    |
| Forsa                                  | 10 au 13 avril            | 2 007       | 36 %    | 30 %   | 9 %       | 6 %   | 6 %    | 8 %    | 5 %    |
| Allensbach                             | 1er au 13 avril           | 1 407       | 36 %    | 31 %   | 9 %       | 7 %   | 6 %    | 7 %    | 4 %    |
| Infratest dimap                        | 10 au 12 avril            | 1 502       | 34 %    | 31 %   | 7 %       | 8 %   | 6 %    | 11 %   | 3 %    |
| Emnid                                  | 6 au 12 avril             | 2 436       | 35 %    | 31 %   | 9 %       | 7 %   | 6 %    | 9 %    | 3 %    |
| INSA                                   | 7 au 10 avril             | 2 03        | 33 %    | 31,5 % | 8,5 %     | 6,5 % | 6,5 %  | 10 %   | 4 %    |
| Civey                                  | 4 au 10 avril             | 7 544       | 35,1 %  | 30,1 % | 8,6 %     | 7 %   | 5,8 %  | 9 %    | 4,4 %  |
| Forsa                                  | 3 au 7 avril              | 2 502       | 36 %    | 30 %   | 8 %       | 7 %   | 6 %    | 8 %    | 5 %    |
| Forschungsgruppe Wahlen                | 4 au 6 avril              | 1 384       | 35 %    | 32 %   | 8 %       | 7 %   | 5 %    | 9 %    | 4 %    |
| Emnid                                  | 30 mars au 5 avril        | 1 958       | 35 %    | 33 %   | 8 %       | 7 %   | 5 %    | 9 %    | 3 %    |
| INSA                                   | 31 mars au 3 avril        | 2 033       | 32 %    | 32,5 % | 9 %       | 6,5 % | 6,5 %  | 9 %    | 4,5 %  |
| Ipsos                                  | 31 mars au 3 avril        | 1 046       | 34 %    | 30 %   | 8 %       | 8 %   | 5 %    | 10 %   | 5 %    |
| Civey                                  | 30 mars au 3 avril        | 7 544       | 34,3 %  | 31,9 % | 7,9 %     | 6,8 % | 6,5 %  | 8,2 %  | 4,4 %  |
| Forsa                                  | 27 au 31 mars             | 2 504       | 36 %    | 29 %   | 9 %       | 7 %   | 5 %    | 8 %    | 6 %    |
| Emnid                                  | 23 au 29 mars             | 2 416       | 33 %    | 33 %   | 8 %       | 7 %   | 6 %    | 8 %    | 5 %    |
| INSA                                   | 24 au 27 mars             | 2 034       | 32 %    | 32 %   | 8,5 %     | 6,5 % | 6 %    | 11 %   | 4 %    |
| Civey                                  | 21 au 27 mars             | 7 524       | 32,8 %  | 32,5 % | 7,1 %     | 6,9 % | 6,2 %  | 10 %   | 4,5 %  |
| Forsa                                  | 20 au 24 mars             | 2 501       | 34 %    | 32 %   | 8 %       | 7 %   | 6 %    | 7 %    | 6 %    |
| Infratest dimap                        | 20 au 22 mars             | 1 023       | 32 %    | 32 %   | 7 %       | 8 %   | 6 %    | 11 %   | 4 %    |
| Emnid                                  | 16 au 22 mars             | 2 45        | 33 %    | 33 %   | 8 %       | 8 %   | 5 %    | 9 %    | 4 %    |
| GMS                                    | 16 au 22 mars             | 1 008       | 34 %    | 31 %   | 8 %       | 8 %   | 6 %    | 9 %    | 4 %    |
| Civey                                  | 19 au 21 mars             | 5 03        | 32,2 %  | 33,1 % | 7,6 %     | 6,7 % | 6,1 %  | 10 %   | 4,3 %  |
| Ipsos                                  | 17 au 20 mars             | 1 055       | 33 %    | 30 %   | 8 %       | 8 %   | 6 %    | 11 %   | 4 %    |
| INSA                                   | 17 au 20 mars             | 1 933       | 31 %    | 32 %   | 8,5 %     | 6,5 % | 6,5 %  | 11,5 % | 4 %    |
| Allensbach                             | 6 au 19 mars              | 1 397       | 34 %    | 33 %   | 8 %       | 7,5 % | 6,5 %  | 7 %    | 4 %    |
| Forsa                                  | 13 au 17 mars             | 2 504       | 34 %    | 31 %   | 7 %       | 7 %   | 6 %    | 9 %    | 6 %    |
| Emnid                                  | 9 au 15 mars              | 1 832       | 33 %    | 32 %   | 8 %       | 8 %   | 5 %    | 9 %    | 5 %    |
| INSA                                   | 10 au 13 mars             | 2 051       | 31 %    | 31 %   | 8,5 %     | 6,5 % | 7 %    | 11,5 % | 4,5 %  |
| Civey                                  | 8 au 10 mars              | 5 017       | 33,5 %  | 31,4 % | 7,1 %     | 6,8 % | 6,7 %  | 10,3 % | 4,2 %  |
| Forsa                                  | 6 au 10 mars              | 2 505       | 33 %    | 32 %   | 7 %       | 7 %   | 6 %    | 9 %    | 6 %    |
| Forschungsgruppe Wahlen                | 7 au 9 mars               | 1 212       | 34 %    | 32 %   | 8 %       | 7 %   | 5 %    | 9 %    | 5 %    |
| Infratest dimap                        | 6 au 8 mars               | 1 502       | 32 %    | 31 %   | 8 %       | 8 %   | 6 %    | 11 %   | 4 %    |
| Emnid                                  | 2 au 8 mars               | 1 882       | 33 %    | 33 %   | 8 %       | 7 %   | 6 %    | 8 %    | 5 %    |
| INSA                                   | 3 au 6 mars               | 2 022       | 30,5 %  | 31,5 % | 8,5 %     | 6,5 % | 7,5 %  | 11 %   | 4,5 %  |
| Ipsos                                  | 3 au 6 mars               | 1 058       | 33 %    | 29 %   | 9 %       | 8 %   | 6 %    | 11 %   | 4 %    |
| Civey                                  | 2 au 6 mars               | 5 006       | 33,6 %  | 31,2 % | 7,6 %     | 6,7 % | 7 %    | 9,4 %  | 4,5 %  |
| Forsa                                  | 27 février au 3 mars      | 2 502       | 33 %    | 32 %   | 7 %       | 8 %   | 6 %    | 8 %    | 6 %    |
| Emnid                                  | 23 février au 1er mars    | 1 403       | 33 %    | 32 %   | 8 %       | 7 %   | 6 %    | 10 %   | 4 %    |
| Civey                                  | 26 au 27 février          | 5 012       | 34,3 %  | 31,4 % | 8,1 %     | 7,1 % | 6,4 %  | 8,4 %  | 4,3 %  |
| INSA                                   | 24 au 27 février          | 2 004       | 30,5 %  | 32 %   | 8 %       | 6,5 % | 7 %    | 11 %   | 5 %    |
| Forsa                                  | 20 au 24 février          | 2 500       | 33 %    | 31 %   | 7 %       | 8 %   | 7 %    | 9 %    | 5 %    |
| Infratest dimap                        | 20 au 22 février          | 1 047       | 31 %    | 32 %   | 7 %       | 8 %   | 6 %    | 11 %   | 5 %    |
| Emnid                                  | 16 au 22 février          | 1 88        | 32 %    | 32 %   | 8 %       | 7 %   | 7 %    | 9 %    | 5 %    |
| Civey                                  | 18 au 20 février          | 5 011       | 34,1 %  | 28,7 % | 8,4 %     | 7,9 % | 6,5 %  | 10 %   | 4,4 %  |
| Ipsos                                  | 17 au 20 février          | 1 045       | 32 %    | 30 %   | 10 %      | 7 %   | 5 %    | 12 %   | 4 %    |
| INSA                                   | 17 au 20 février          | 2 030       | 31,5 %  | 30 %   | 9,5 %     | 6,5 % | 5,5 %  | 11 %   | 6 %    |
| Forsa                                  | 13 au 17 février          | 2 502       | 34 %    | 31 %   | 8 %       | 7 %   | 6 %    | 8 %    | 6 %    |
| Forschungsgruppe Wahlen                | 14 au 16 février          | 1 231       | 34 %    | 30 %   | 7 %       | 9 %   | 6 %    | 10 %   | 4 %    |
| Emnid                                  | 9 au 15 février           | 1 885       | 32 %    | 33 %   | 8 %       | 7 %   | 6 %    | 9 %    | 5 %    |
| Allensbach                             | 1er au 15 février         | 1 542       | 33 %    | 30,5 % | 8 %       | 8 %   | 7 %    | 8,5 %  | 5 %    |
| INSA                                   | 10 au 13 février          | 2 028       | 30 %    | 31 %   | 10 %      | 7 %   | 5 %    | 12 %   | 5 %    |
| Civey                                  | 7 au 13 février           | 5 016       | 33,1 %  | 29,3 % | 8,3 %     | 7,7 % | 6,2 %  | 11 %   | 4,4 %  |
| Forsa                                  | 5 au 10 février           | 2 502       | 34 %    | 31 %   | 8 %       | 7 %   | 5 %    | 9 %    | 6 %    |
| Emnid                                  | 2 au 8 février            | 1 966       | 33 %    | 32 %   | 8 %       | 7 %   | 6 %    | 10 %   | 4 %    |
| GMS                                    | 2 au 8 février            | 1 009       | 33 %    | 29 %   | 8 %       | 9 %   | 6 %    | 11 %   | 4 %    |
| Civey                                  | 2 au 7 février            | 5 025       | 34 %    | 27,2 % | 8,5 %     | 8,3 % | 6,4 %  | 11,3 % | 4,3 %  |
| INSA                                   | 3 au 6 février            | 2 042       | 30 %    | 31 %   | 10 %      | 7 %   | 6 %    | 12 %   | 4 %    |
| Trend Research                         | 31 janvier au 6 février   | 854         | 30 %    | 30 %   | 9 %       | 7 %   | 6 %    | 13 %   | 5 %    |
| Ipsos                                  | 3 au 5 février            | 1 046       | 33 %    | 29 %   | 9 %       | 8 %   | 5 %    | 12 %   | 4 %    |
| Forsa                                  | 30 janvier au 3 février   | 2 501       | 34 %    | 31 %   | 8 %       | 8 %   | 5 %    | 10 %   | 4 %    |
| Emnid                                  | 26 janvier au 2 février   | 2 233       | 33 %    | 29 %   | 8 %       | 8 %   | 6 %    | 11 %   | 5 %    |
| INSA                                   | 31 janvier au 1er février | 1 003       | 33 %    | 27 %   | 9 %       | 9 %   | 6 %    | 12 %   | 4 %    |
| Infratest dimap                        | 30 janvier au 1er février | 1 506       | 34 %    | 28 %   | 8 %       | 8 %   | 6 %    | 12 %   | 4 %    |
| INSA                                   | 27 au 30 janvier          | 2 088       | 32,5 %  | 26 %   | 10,5 %    | 7,5 % | 6,5 %  | 13 %   | 4 %    |
| Civey                                  | 22 au 30 janvier          | 5 014       | 36,2 %  | 23,1 % | 9,1 %     | 8,6 % | 6,4 %  | 12,1 % | 4,5 %  |
| Forsa                                  | 23 au 27 janvier          | 2 502       | 35 %    | 26 %   | 9 %       | 8 %   | 6 %    | 11 %   | 5 %    |
| Forschungsgruppe Wahlen                | 24 au 26 janvier          | 1 303       | 36 %    | 24 %   | 10 %      | 8 %   | 6 %    | 11 %   | 5 %    |
| Infratest dimap                        | 24 au 25 janvier          | 1 029       | 35 %    | 23 %   | 8 %       | 9 %   | 6 %    | 14 %   | 5 %    |
| Emnid                                  | 19 au 25 janvier          | 1 996       | 37 %    | 23 %   | 10 %      | 10 %  | 6 %    | 11 %   | 3 %    |
| INSA                                   | 20 au 23 janvier          | 1 992       | 32,5 %  | 21 %   | 11 %      | 8,5 % | 7,5 %  | 14,5 % | 5 %    |
| Ipsos                                  | 19 au 23 janvier          | 1 046       | 34 %    | 23 %   | 10 %      | 11 %  | 5 %    | 13 %   | 4 %    |
| Civey                                  | 12 au 23 janvier          | 5 028       | 37,1 %  | 20,4 % | 9,5 %     | 9,3 % | 6,2 %  | 13,2 % | 4,3 %  |
| Forsa                                  | 16 au 20 janvier          | 2 504       | 37 %    | 21 %   | 9 %       | 10 %  | 6 %    | 12 %   | 5 %    |
| Allensbach                             | 5 au 19 janvier           | 1 441       | 36 %    | 23 %   | 9,5 %     | 9 %   | 7 %    | 11,5 % | 4 %    |
| Emnid                                  | 12 au 18 janvier          | 2 805       | 36 %    | 21 %   | 11 %      | 9 %   | 6 %    | 12 %   | 5 %    |
| INSA                                   | 13 au 16 janvier          | 2 031       | 33,5 %  | 21 %   | 11 %      | 8,5 % | 7,5 %  | 13,5 % | 5 %    |
| Civey                                  | 9 au 16 janvier           | 5 014       | 36,1 %  | 20,5 % | 9,4 %     | 9,9 % | 6,4 %  | 13,3 % | 4,4 %  |
| Forsa                                  | 9 au 13 janvier           | 2 503       | 38 %    | 21 %   | 9 %       | 9 %   | 6 %    | 11 %   | 6 %    |
| Forschungsgruppe Wahlen                | 10 au 12 janvier          | 1 292       | 36 %    | 21 %   | 9 %       | 10 %  | 6 %    | 13 %   | 5 %    |
| Emnid                                  | 6 au 11 janvier           | 1 878       | 37 %    | 21 %   | 10 %      | 10 %  | 6 %    | 12 %   | 4 %    |
| Ipsos                                  | 6 au 9 janvier            | 1 054       | 34 %    | 22 %   | 10 %      | 10 %  | 5 %    | 14 %   | 5 %    |
| INSA                                   | 6 au 9 janvier            | 2 054       | 32 %    | 21 %   | 11 %      | 9 %   | 7 %    | 15 %   | 5 %    |
| Forsa                                  | 2 au 6 janvier            | 2 501       | 37 %    | 20 %   | 9 %       | 10 %  | 6 %    | 12 %   | 6 %    |
| Emnid                                  | 3 au 5 janvier            | 834         | 38 %    | 22 %   | 9 %       | 10 %  | 5 %    | 12 %   | 4 %    |
| Infratest dimap                        | 2 au 4 janvier            | 1 505       | 37 %    | 20 %   | 9 %       | 9 %   | 5 %    | 15 %   | 5 %    |
| GMS                                    | 28 décembre au 4 janvier  | 1 006       | 36 %    | 20 %   | 10 %      | 10 %  | 7 %    | 13 %   | 4 %    |
| INSA                                   | 30 décembre au 2 janvier  | 2 099       | 32 %    | 21 %   | 11,5 %    | 10 %  | 6 %    | 15 %   | 4,5 %  |
|                                        |                           |             |         |        |           |       |        |        |        |
| Élections fédérales allemandes de 2013 | 22 septembre 2013         | N/A         | 41,5 %  | 25,7 % | 8,6 %     | 8,4 % | 4,8 %  | 4,7 %  | 6,3 %  |
|                                        |                           |             |         |        |           |       |        |        |        |

## Modèle YouGov

### Projection nationale (intentions de vote)
| Sondeur           | Date              | CDU/CSU | SPD    | Die Linke | Verts | FDP   | AfD   | Autres |
| ----------------- | ----------------- | ------- | ------ | --------- | ----- | ----- | ----- | ------ |
| Sondeur           | Date              |         |        |           |       |       |       | Autres |
| YouGov            | 22 septembre      | 36 %    | 25 %   | 10 %      | 7 %   | 7 %   | 12 %  | 4 %    |
| YouGov            | 19 septembre      | 36 %    | 25 %   | 10 %      | 6 %   | 7 %   | 12 %  | 4 %    |
|                   |                   |         |        |           |       |       |       |        |
| Élections de 2013 | 22 septembre 2013 | 41,5 %  | 25,7 % | 8,6 %     | 8,4 % | 4,8 % | 4,7 % | 1,5 %  |
|                   |                   |         |        |           |       |       |       |        |

### Projection nationale (sièges)
| Sondeur           | Date              | CDU/CSU | SPD | Die Linke | Verts | FDP | AfD | Autres | Total |
| ----------------- | ----------------- | ------- | --- | --------- | ----- | --- | --- | ------ | ----- |
| Sondeur           | Date              |         |     |           |       |     |     | Autres | Total |
| YouGov            | 22 septembre      | 256     | 176 | 73        | 46    | 53  | 83  | 0      | 686   |
| YouGov            | 19 septembre      | 255     | 176 | 74        | 44    | 52  | 85  | 0      | 686   |
|                   |                   |         |     |           |       |     |     |        |       |
| Élections de 2013 | 22 septembre 2013 | 311     | 193 | 64        | 63    | 0   | 0   | 0      | 631   |
|                   |                   |         |     |           |       |     |     |        |       |

### Par État

#### Brandebourg
| Sondeur           | Date              | CDU    | SPD    | Die Linke | Verts | FDP   | AfD    | Autres |
| ----------------- | ----------------- | ------ | ------ | --------- | ----- | ----- | ------ | ------ |
| Sondeur           | Date              |        |        |           |       |       |        | Autres |
|                   |                   |        |        |           |       |       |        |        |
| Élections de 2017 | 24 septembre 2017 | 26,7 % | 17,6 % | 17,2 %    | 5,0 % | 7,1 % | 20,2 % | 6,3 %  |
|                   |                   |        |        |           |       |       |        |        |
| YouGov            | 22 septembre      | 28 %   | 20 %   | 23 %      | 3 %   | 6 %   | 16 %   | 5 %    |
| YouGov            | 19 septembre      | 28 %   | 19 %   | 23 %      | 3 %   | 6 %   | 17 %   | 5 %    |
|                   |                   |        |        |           |       |       |        |        |
| Élections de 2013 | 22 septembre 2013 | 34,8 % | 23,1 % | 22,4 %    | 4,7 % | 2,5 % | 6,0 %  | 6,5 %  |
|                   |                   |        |        |           |       |       |        |        |

#### Berlin
| Sondeur           | Date              | CDU    | SPD    | Die Linke | Verts  | FDP   | AfD    | Autres |
| ----------------- | ----------------- | ------ | ------ | --------- | ------ | ----- | ------ | ------ |
| Sondeur           | Date              |        |        |           |        |       |        | Autres |
|                   |                   |        |        |           |        |       |        |        |
| Élections de 2017 | 24 septembre 2017 | 22,7 % | 17,9 % | 18,8 %    | 12,6 % | 8,9 % | 12,0 % | 7,0 %  |
|                   |                   |        |        |           |        |       |        |        |
| YouGov            | 22 septembre      | 23 %   | 23 %   | 20 %      | 8 %    | 7 %   | 13 %   | 7 %    |
| YouGov            | 19 septembre      | 23 %   | 22 %   | 19 %      | 8 %    | 6 %   | 15 %   | 7 %    |
|                   |                   |        |        |           |        |       |        |        |
| Élections de 2013 | 22 septembre 2013 | 28,5 % | 24,6 % | 18,5 %    | 12,3 % | 3,6 % | 4,9 %  | 7,7 %  |
|                   |                   |        |        |           |        |       |        |        |